# 辛德勒方舟
《辛德勒方舟》（英語：Schindler's Ark），又稱《辛德勒的名單》（Schindler's List），是澳大利亞小說家托馬斯·肯尼利的小說的作品，1982年出版。曾獲1982年布克獎。

## 內容
描述在二战时期，一個德國商人奧斯卡·辛德勒拯救猶太人的故事。

## 改編作品
美國導演史蒂芬·史匹柏執導的電影《辛德勒的名單》改編自本小說，共獲七個奧斯卡金像獎與其他多個獎項。

## 外部連結
- Thomas Keneally discusses Schindler's Ark （页面存档备份，存于） on the BBC World Book Club